# Chiến dịch Union
Chiến dịch Union là nhiệm vụ tìm và diệt tại Thung lũng Quế Sơn, Quảng Nam, Việt Nam Cộng hòa do Trung đoàn 1 Thủy quân lục chiến (TQLC) của Quân đội Mỹ thực hiện từ ngày 21 tháng 4 đến ngày 16 tháng 5 năm 1967. Mục tiêu của chiến dịch này là giao chiến với Sư đoàn 2, Quân đội Nhân dân Việt Nam (QĐNDVN).

## Bối cảnh
Thung lũng Quế Sơn nằm dọc theo biên giới của tỉnh Quảng Nam và Quảng Tín, Việt Nam Cộng hòa. Trong suốt thời kỳ Chiến tranh Việt Nam, nó nằm ở phần phía nam của Quân đoàn I Việt Nam Cộng hòa. Đông dân và giàu lúa gạo, thung lũng này được phía cộng sản coi là một trong những chìa khóa để kiểm soát năm tỉnh phía Bắc của Việt Nam Cộng hòa và đến đầu năm 1967, ít nhất hai trung đoàn của Sư đoàn 2 QĐNDVN đã xâm nhập vào khu vực này.:63–4
Trung đoàn 5 TQLC trừ Tiểu đoàn 2 TQLC số 1, một lực lượng giàu kinh nghiệm từng tham chiến tại Việt Nam kể từ khi họ đặt chân đến nơi đây vào giữa năm 1966, được điều động đến thung lũng này vào năm 1967 để yểm trợ lực lượng đông hơn của Quân lực Việt Nam Cộng hòa (QLVNCH) trong khu vực gồm có Trung đoàn 6 Bộ binh và Liên đoàn 1 Biệt động quân.
Từ giữa tháng 1 năm 1967 Đại đội F, một đại đội tăng viện của Tiểu đoàn 2 TQLC số 1, đã bố trí một tiền đồn trên đỉnh núi Lộc Sơn, án ngữ phía nam Thung lũng Quế Sơn. Mặc dù lực lượng QĐNDVN và Quân Giải phóng miền Nam Việt Nam (QGPMNVN) hoạt động trong thung lũng ban đầu không để ý nhiều đến TQLC, nhưng vào ngày 15 tháng 4 năm 1967, Đại đội trưởng Đại đội F đã khuyên Đại tá Emil Radics, Trung đoàn trưởng Trung đoàn 1 TQLC rằng các đơn vị QĐNDVN/QGPMNVN dường như đang chuẩn bị cho một cuộc tấn công tổng lực vào tiền đồn.:64–5
Radics đã phát triển một kế hoạch cho một cuộc tấn công và càn quét của nhiều tiểu đoàn nhằm mục đích tiêu diệt các đơn vị QĐNDVN khỏi vùng lân cận ngọn núi. Kế hoạch này đã được Thiếu tướng Herman Nickerson Jr., Tư lệnh Sư đoàn 1 TQLC phê duyệt mật danh là Chiến dịch Union vào ngày 20 tháng 4 và được triển khai vào sáng hôm sau.:65

## Diễn biến
Nhằm làm mồi nhử, Đại đội F được lệnh rời tiền đồn càn quét về phía Bình Sơn, cụm làng gần nhất do địch chiếm giữ. Cuộc tiếp xúc với các toán quân QĐNDVN bắt đầu vào khoảng 7 giờ sáng, ngay sau đó phát triển thành một trận chiến toàn diện. Binh nhất Gary W. Martini sẽ được truy tặng Huân chương Danh dự vì những hành động quả cảm trong trận đánh này. Đại đội TQLC nhanh chóng bị chèn ép trong một hàng cây gần Bình Sơn, qua đó chế ngự được lực lượng đối phương vốn đã sớm phải hứng chịu đợt không kích và pháo kích tàn lụi. Điều này cho phép Đại đội F tấn công vào Bình Sơn khi Tiểu đoàn 3 TQLC số 1, đến yểm trợ họ bằng trực thăng tấn công.:65
Lực lượng chủ lực của Tiểu đoàn 3/1 TQLC tiến vào làng để cùng Đại đội F giao tranh với địch trong khi các đơn vị khác của tiểu đoàn đổ bộ từ trực thăng xuống phía đông trận địa để chặn đường thoát hiểm có thể xảy ra nhất của QĐNDVN. Vào buổi chiều, pháo tự hành 175 mm của Lục quân Mỹ và lựu pháo 105 mm của TQLC đã thiết lập các căn cứ hỏa lực riêng biệt gần chiến trường, và tối hôm đó Tiểu đoàn 1 TQLC số 1 đổ bộ lên đỉnh núi Lộc Sơn.:65
Sáng ngày 22 tháng 4, lực lượng QĐNDVN đã bị đánh bật khỏi Bình Sơn đành phải rút lui về phía bắc. Ngày 25 tháng 4, Trung đoàn 5 TQLC kéo tới giải vây cho Trung đoàn 1 TQLC trong thung lũng.:65–6 Ngày 27 tháng 4, một lính thủy quân lục chiến đã bất cẩn kích hoạt quả mìn ở bãi đáp gây ra hàng loạt vụ nổ thứ cấp khiến 1 lính thủy quân lục chiến thiệt mạng và 43 người bị thương.:66
Ngày 10 tháng 5, Đại đội C 1/5 TQLC bị hỏa lực của QĐNDVN chèn ép trên Đồi 110, hai Đại đội nữa từ 1/3 TQLC được cử đến yểm trợ cũng bị hỏa lực và không thể tiến lên. Đại đội A 1/5 TQLC liền được phái tới yểm trợ, nhưng khi họ bắt đầu tấn công, nhân viên điều không tiền phương đã tiến hành không kích sai lệch vào vị trí của họ, dẫn đến 5 lính thủy quân lục chiến thiệt mạng và 24 người bị thương nên họ phải dừng cuộc tấn công này lại. Sau đó, Đại đội D 1/5 TQLC đánh tràn vào cứ điểm của QĐNDVN trong khi Đại đội M 3/5 TQLC cũng tới tham chiến cùng. Đến tối, TQLC đã tràn vào các vị trí của QĐNDVN, giết chết 116 lính đối phương, khiến 33 lính thủy quân lục chiến thiệt mạng và 135 người bị thương.:67
Ngày 13 tháng 5, Tiểu đoàn 1/5 TQLC giao chiến với một Tiểu đoàn QĐNDVN giết chết 122 lính đối phương. Ngày 15 tháng 5, Đại đội A và M tìm thấy một tổ hợp hầm trú ẩn của QĐNDVN rồi gọi máy bay và pháo binh tấn công, 22 thi thể của đối phương được tìm thấy trong đống đổ nát.:67

## Hậu quả
Chiến dịch Union kết thúc khi quân đội Mỹ tuyên bố rằng QĐNDVN chịu thương vong 865 người vì tổn thất 110 lính thủy quân lục chiến thiệt mạng, 2 người mất tích và 473 người bị thương.:68 Đích thân Tổng thống Lyndon Johnson đã tới trao tặng Biểu chương Đơn vị Tổng thống cho Trung đoàn 5 TQLC. Ngày 26 tháng 5, TQLC số 5, đơn vị nắm quyền kiểm soát giai đoạn sau của Chiến dịch Union, đã khởi động Chiến dịch Union II.:68